# Sony Ericsson W950

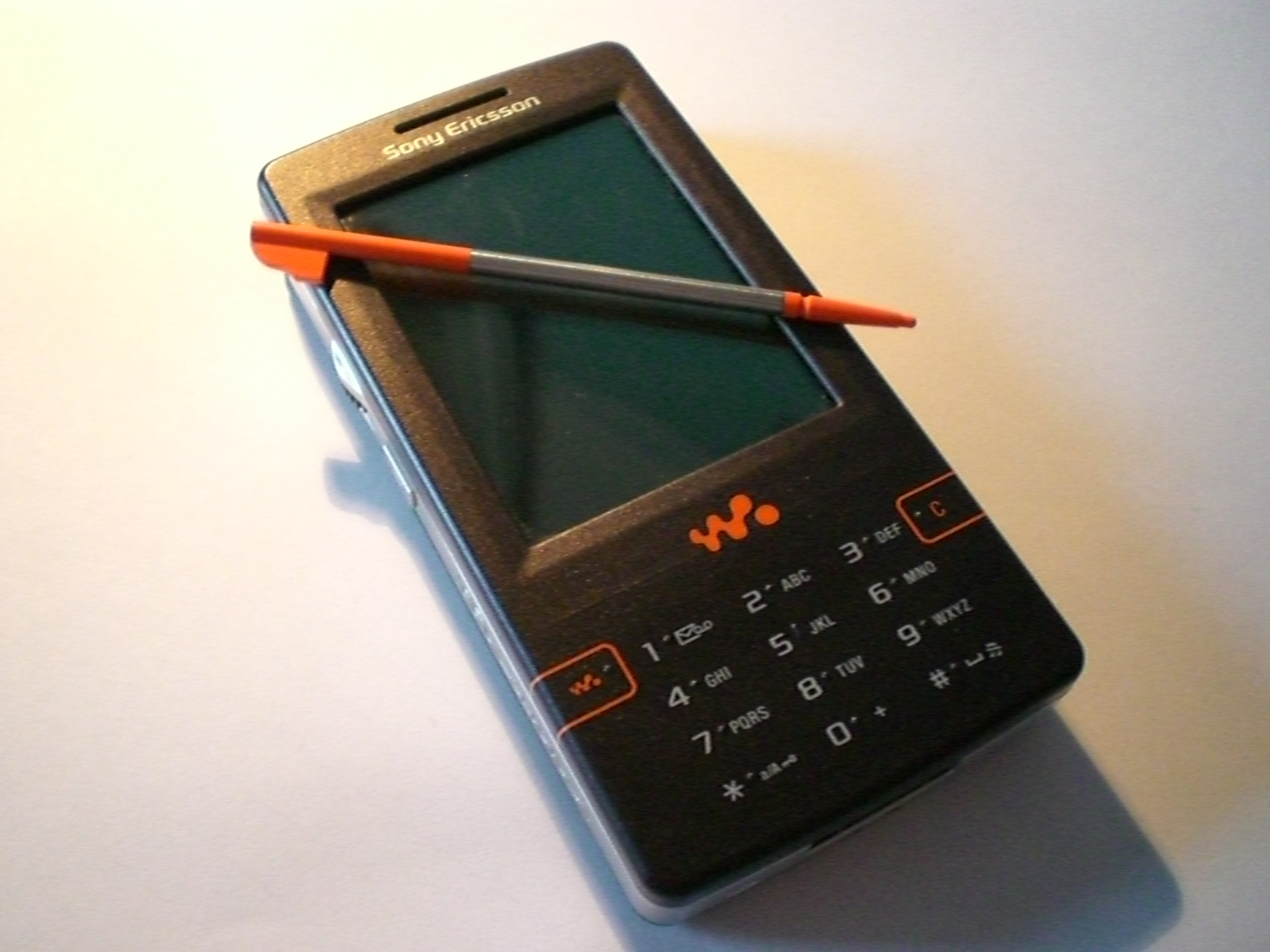
W950 mit Stift ISP-30

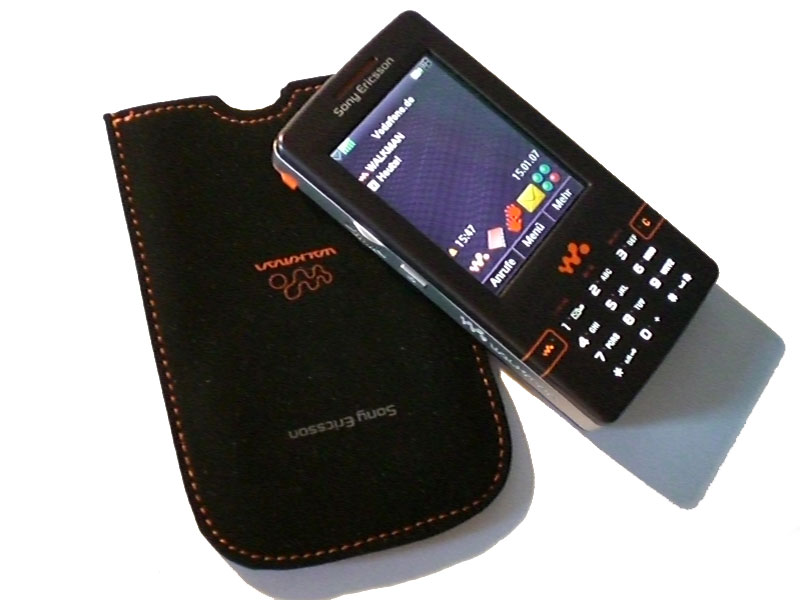
W950 mit Stofftasche

Das W950 ist das erste Walkman-Mobiltelefon der Marke Sony Ericsson mit Touch-Screen. Es ist eine Kombination aus Mobiltelefon, Organizer und MP3-Player. Sein Nachfolger ist das W960i.

## Technische Eigenschaften
Das W950 ist ein Business-Telefon mit Symbian-UIQ3-Betriebssystem. Über die Software kann man den Flugzeugmodus aktivieren, der es erlaubt, mit abgeschalteter Telefoneinheit Musik mit dem Walkman-MP3-Player zu hören. Im Lieferumfang des W950 befindet sich das Headset HPM-82 nebst Fernbedienung, welches es ermöglicht, normale Kopfhörer über einen Klinkenstecker anzuschließen. Neben der Beschreibung sind zudem noch CD-ROMs mit im Paket enthalten. Darauf zu finden ist die PC-Suite und Try&Buy-Versionen von Programmen. Ein USB-Kabel, Stylus ISP-30 sowie eine Stofftasche werden mitgeliefert. Betrieben wird das W950 mit einem Lithium-Polymer-Akkumulator. Überdies hinaus besitzt das W950 einen 4 GB großen internen Flash-Speicher für Daten, Fotos und Musik. Wie bei sämtlichen Mobiltelefonen von Sony Ericsson wird das SIM Access Profile durch das W950 nicht unterstützt.
Das W950 ist bis auf die Tastatur weitgehend baugleich mit dem Sony Ericsson M600.

## Technische Daten
- Größe: 106 × 54 × 15 mm/4,1 × 2,1 × 0,6 Zoll/87 cm³
- Gewicht: 112 g
- Akku: Lithium-Polymer, 900 mAh
- Lieferbare Farben: Mystic purple
- Bildschirm: drucksensitiv mit 262.144 Farben/240x320 Pixel
- Prozessor: ARM9 Nexperia PNX4008 von Philips mit 208 MHz
- Speicher: 4 GB Flash-Speicher intern (kein Speicherkartensteckplatz)
- Musikformat: MP3, AAC
- Betriebssystem: Symbian OS 9.1/UIQ3
- SAR-Wert: 1,35 Watt/Kilogramm
- Sprachcodec: HR/FR/EFR
- SMS: bis zu 1600 Zeichen
- Java-Version: MIDP 2.0
- E-Mail: POP3/SMTP/IMAP
- Konnektivität: Bluetooth, Infrarot, UMTS

## Netze
- GSM-Tri-Band

- GSM 900
- DCS 1800
- PCS 1900

- UMTS 2100

## Entwicklercode
So gut wie jedes Sony-Ericsson-Handy hat einen geheimen Entwicklercode. Dieser dient normalerweise den Entwicklern dazu, das Firmwaredatum abzulesen, oder verschiedene Service-Tests vorzunehmen. Der Code muss im „Desktop“ des Handys eingegeben werden. Das Jog-dial-Rad befindet sich am Gerät links.
- Service Menü: Jog-dial hoch, *, Jog-dial runter, Jog-dial runter, *, Jog-dial runter, *
- Network Menü: Jog-dial runter, *, *, Jog-dial runter

## Codename
Der Codename ist der Name des Gerätes vor der Veröffentlichung. In dem Datenblatt ist neben dem Codenamen auch die Hardware-Basis vermerkt. Der Codename des W950 lautet Nina.

## Firmware
- R9GA001 (aktuelle Firmware)
- R9G007
- R9F011
- R9EC001
- R9EA001
- R9DA001
- R9C001